# Un petit frère
Pour plus de détails, voir Fiche technique et Distribution.
Un petit frère est un film français réalisé par Léonor Serraille, sorti en 2022. Il est en compétition au Festival de Cannes 2022.

## Synopsis
Le film suit le parcours d’une famille de Côte d’Ivoire qui, pour partie, émigre en France : du couple ivoirien initial, le mari a disparu, deux des enfants sont restés dans leur pays. L'épouse, émigrée en France, se démêne en célibataire, avec deux autres de ses fils, tout en exerçant un emploi de femme de chambre dans l'hôtellerie, et en connaissant diverses aventures sentimentales,.

## Fiche technique
Sauf indication contraire, les informations mentionnées dans cette section peuvent être confirmées par la base de données cinématographiques IMDb,  présente dans la section « Liens externes ».
- Titre français : Un petit frère
- Réalisation et scénario : Léonor Serraille[1]
- Photographie : Hélène Louvart
- Société de distribution : Diaphana Distribution
- Pays de production :  France
- Langue originale : français
- Format : couleur
- Genre : drame
- Durée : 116 minutes
- Dates de sortie : 
  - France : 27 mai 2022 (Festival de Cannes)[1],[2] ; 1er février 2023 (en salles)

## Distribution
- Annabelle Lengronne : Rose
- Stéphane Bak : Jean
- Ahmed Sylla : Ernest (adulte)
- Kenzo Sambin : Ernest (13 ans)
- Audrey Kouakou : Eugénie
- Etienne Minoungou : Félicien
- Jean-Christophe Folly : Jules César
- Majd Mastoura : Malik
- Pascal Rénéric : Marsan
- Thibaut Evrard (es) : Thierry
- Angelina Woreth : Camille
- Manon Clavel : Sonia, la fille rencontrée en boite de nuit
- Laetitia Dosch : Anna
- Arsen Chéruel : Félix

## Distinctions

### Récompenses
- Festival de Cannes 2022 : Prix CST de l'artiste technicien : Prix de la jeune technicienne de cinéma pour Marion Burger
- Festival international du film de Stockholm 2022 : Prix de la meilleure interprétation féminine pour Annabelle Lengronne
- Festival de cinéma européen des Arcs 2022 : Prix d'Interprétation pour Annabelle Lengronne et prix de la meilleure photographie pour Hélène Louvart[3]

### Sélection
- Festival de Cannes 2022 : sélection officielle, en compétition[1],[2]